# Sobralieae
Sobralieae Pfitzer, 1887 è una tribù di piante della famiglia delle Orchidacee (sottofamiglia Epidendroideae).

## Tassonomia
Comprende i seguenti generi:
- Elleanthus C.Presl, 1827 (128 spp.)
- Sertifera Lindl.,1876 (9 spp.)
- Sobralia Ruiz & Pav., 1794 (167 spp.)